# Cantón de Dieppe-Oeste
El cantón de Dieppe-Oeste era una división administrativa francesa, que estaba situada en el departamento de Sena Marítimo y la región de Alta Normandía.

## Composición
El cantón estaba formado por una fracción de la comuna que le daba su nombre:
- Dieppe (fracción)

## Supresión del cantón de Dieppe-Oeste
En aplicación del Decreto n.º 2014-266 de 27 de febrero de 2014, el cantón de Dieppe-Oeste fue suprimido el 22 de marzo de 2015 y la fracción de la comuna que le daba su nombre se unió con la otra fracción para que, por medio de una reestructuración cantonal, fueran creados los nuevos cantones de Dieppe-1 y Dieppe-2.